# Mark Joggerst
Mark Joggerst (* 20. März 1971 in Offenburg) ist ein deutscher Filmkomponist, Arrangeur und Pianist. Sein Studio befindet sich in Köln.

## Leben
Mark Joggerst wuchs in Schutterwald (Baden-Württemberg) auf. Schon früh entdeckte er das Klavier als sein Instrument. 1992 zog er nach Köln und studierte dort an der Hochschule für Musik Klavier bei Frank Wunsch und John Taylor. Im Anschluss erhielt er ein Stipendium des DAAD und studierte Komposition und Arrangement am Berklee College of Music in Boston/USA u. a. bei John Bavicchi, Laszlo Gardony und Steve Hunt. Nach seiner Rückkehr gründete er die Kölner Produktionsfirma Neon Media Productions GmbH und arbeitet seither als Komponist für Filmmusik.
Zusammen mit dem deutschen Produzenten Ralf Kemper schreibt Joggerst auch regelmäßig Musik für TV Werbespots. Die Komposition "The Pursuit of Perfection" die für die Werbekampagne der Automarke Lexus eingesetzt wurde, stieß auf breite positive Resonanz und wurde auf Foren und Blogs wie YouTube vielfach eingestellt, kommentiert, aufgerufen und gecovert.
Neben seiner kompositorischen Tätigkeit tritt Joggerst auch als Arrangeur für Künstler aus dem Jazz- und Popbereich in Erscheinung. 2009 realisierte Joggerst zusammen mit Ralf Kemper, der Produzentin Donna Hall und dem Filmemacher Yoon-Ha Chang die umfangreiche Musik- und Filmproduktion Rising Above The Blues.
Im Rahmen des Porträts des amerikanischen Jazzsängers Jimmy Scott sind Aufnahmen mit Joe Pesci, Monica Mancini, Renee Olstead und Madeleine Peyroux entstanden. Teil des Projektes waren auch die Aufnahmen zu „Everytime we say goodbye“ mit Arturo Sandoval und Kenny Barron. Der Titel ist Bestandteil des Arturo Sandoval Albums „A Time for Love“, das bei den 11. Latin Grammy Awards ausgezeichnet wurde.

## Werke

### Filmmusik (Auswahl)
| Jahr | Titel | Regie                                 | Produktion/Auszeichnungen |
| ---- | --- | ------------------------------------- | --- |
| 2013 | Yakuza – Im Innern von Japans Verbrecherwelt                                                                   | Sebastian Stein, Antje Stobbe         | WDR |
| 2012 | Rising Above The Blues – The Story of Jimmy Scott. Featuring Jimmy Scott, Joe Pesci, James Moody, Quincy Jones | Yoon-Ha Chang                         | Kemper Music Group International Film Festival/Madrid (Spanien), Best Editing for a Feature Documentary 2013 |
| 2012 | Bruno – Der Bär ohne Pass. Mit Hannes Jaenicke                                                                 | Herbert Ostwald                       | WDR/ARD Darsser Naturfilmfestival/Fischland-Darß-Zingst (Deutschland), Sonderpreis der Jury 2013 |
| 2012 | Wildes Köln | Herbert Ostwald                       | WDR/ARTE |
| 2011 | Affenalarm – Die Pavianpolizei am Tafelberg                                                                    | Herbert Ostwald                       | ARTE/ZDF NaturVision Festival/Neuschönau (Deutschland), Publikumspreis 2011 |
| 2010 | Der Afrikanische Patient - Wunderheiler China                                                                  | Birgit Virnich                        | WDR/ARD |
| 2010 | Meerschweinchen – Erstaunliche Zwerge                                                                          | Herbert Ostwald                       | ZDF/ARTE |
| 2009 | Wildes Rumänien - Land der Bären und Wölfe                                                                     | Thomas Willers                        | NDR |
| 2009 | Dodo – Zwischen Wellblech und Weltbühne                                                                        | Herbert Ostwald                       | ZDF/ARTE |
| 2008 | Kobolde des Küstenwalds                                                                                        | Herbert Ostwald                       | ZDF/ARTE |
| 2008 | Räumkommando Riesenratte                                                                                       | Herbert Ostwald                       | ZDF/ARTE NaturVision Festival/Neuschönau (Deutschland), Publikums- und Wissenschaftspreis 2008. Ekofilm/Krumlov (Tschechien), Bestes Drehbuch 2008. Atlantis Festival / Wiesbaden (Deutschland), Beste Dokumentation 2008. Ekotopfilm/Bratislava (Slowakei), Preis des slowakischen Verteidigungsministeriums 2008. Guangzhou International Documentary Film Festival/Guangzhou (China), Best Storytelling 2008 |
| 2008 | Der Tafelberg – Wächter des Südens                                                                             | Herbert Ostwald                       | WDR/ARTE |
| 2007 | Die Ostsee: Zwischen Deutschland und Estland                                                                   | Thomas Willers                        | NDR/ARD |
| 2007 | Die Ostsee: Zwischen Litauen und Dänemark                                                                      | Thomas Willers                        | NDR/ARD |
| 2007 | Das Abenteuer der Eisbärenkinder                                                                               | Thomas Behrend                        | ARD/NDR New York Festival/New York (USA), Finalist Award International TV Broadcasting, Category "Nature and Wildlife" 2008. NaturVision Festival/Neuschönau (Deutschland), Bester deutscher Film 2008. Matsula International Nature Film Festivals/Lihula (Estland), Beste Regie in der Kategorie Natur 2008. 14. Shanghai TV Festival/Singapur (Singapur), Magnolia Silver Award im Bereich Naturdokumentation 2008. Wildlife Vaasa International Nature Film Festival/Vaasa (Finnland), Best Natural History Film 2008. China International Documentary Film Week on Environment Protection and Nature Conservation/Zhongshan (China), Silver Prize Documentary Movie 2008. Japan Wildlife Film Festival/Toyama (Japan), Toyoma Ptarmigan Award 2009. |
| 2007 | Deadly Dust – Todesstaub                                                                                       | Frieder Wagner                        | Ochoa-Wagner Filmproduktion Berlinale 2007, Nominierung als bester Dokumentarfilm für: Cinema for Peace |
| 2006 | Das Beste aus meinem Leben. Komplette TV-Serie Folge 01-08                                                     | Matthias Tiefenbacher, Ulrich Zrenner | ARD/WDR |
| 2006 | Die Murmeltiere von Kasachstan                                                                                 | Tobias Mennle                         | NDR |
| 2005 | Tag X – Der Untergang der Azteken                                                                              | Christian Feyerabend                  | ZDF/ARTE |
| 2005 | Tag X - Die Türken vor Wien                                                                                    | Christian Feyerabend                  | ZDF/ARTE |
| 2005 | Tag X – Der Sturm auf die Bastille                                                                             | Christian Feyerabend                  | ZDF/ARTE |
| 2004 | Schweinchen Babe und coole Schlangen                                                                           | Joachim Hinz                          | NDR |
| 2004 | Unter Brüdern. Komplette TV-Serie Folge 01-14                                                                  | Stefan Lukschy                        | RTL |
| 2003 | Millennium Mann: Brüder                                                                                        | Sebastian Vigg                        | RTL |
| 2003 | Millennium Mann: Elvis                                                                                         | Joe Coppoletta                        | RTL |
| 2003 | Millennium Mann: Projekt Sunrise                                                                               | Joe Coppoletta                        | RTL |
| 2003 | Millennium Mann: Zehn Plagen                                                                                   | Sebastian Vigg                        | RTL |
| 2002 | Antarktis – Das Leben kehrt zurück                                                                             | Pierre Tirier                         | VOX |
| 2002 | Söhne der Wüste – Durch die Atacama                                                                            | Stefan Koester                        | ZDF |
| 2001 | Kleiner Jäger ganz groß – Die Wasserspitzmaus                                                                  | Joachim Hinz                          | NDR 13ieme Festival Internationale du Film Animalier/Albert (Frankreich), European Wildlife Prize und Waterlife Prize 2003. Internationales Naturfilmfestival/Bad Dürckheim (Deutschland), Silbermedaille – Naturale 2003. |
| 2001 | Das Blut des Sonnengottes                                                                                      | Stefan Koester                        | ARTE/ZDF |

### Diskografie
- Mother Earth: Van Baaren, Sabine; Joggerst, Mark. Muvi 2011.
- Remember Who You Are: Van Baaren, Sabine; Joggerst, Mark. Muvi 2009.
- Silence: Joggerst, Mark. Laika Records 2007.
- Lexus - The Pursuit of Perfection: Joggerst, Mark; Kemper, Ralf. Bionic Ballroom 2007.
- The Art of Time: Zari, Eda; Joggerst, Mark. Laika Records 1998.